# 廿日市郵便局
廿日市郵便局（はつかいちゆうびんきょく）は、広島県廿日市市にある郵便局。民営化前の分類では集配普通郵便局であった。

## 概要
住所：〒738-8799 広島県廿日市市新宮1-16-10

### 出張所（局外ATM）
民営化前は以下の場所に出張所としてATMを設置していた。現在も同じ場所にATMがあるが、管理はゆうちょ銀行広島支店となっている。
- フジグランナタリー内出張所
- イオン廿日市店内出張所（2011年2月28日まで廿日市サティ内出張所）

## 沿革
- 1872年1月14日（明治4年12月5日） - 廿日市郵便取扱所として開設[1]。
- 1875年（明治8年）1月1日 - 廿日市郵便局（五等）となる。同年11月22日より為替取扱を開始。
- 1879年（明治12年）3月10日 - 貯金取扱を開始。
- 1897年（明治30年）1月21日 - 廿日市郵便電信局となる。
- 1903年（明治36年）4月1日 - 通信官署官制の施行に伴い廿日市郵便局となる。
- 1947年（昭和22年）5月1日 - 特定郵便局から普通郵便局へ局種別改定。同日、五日市郵便局から集配業務を移管[2]。
- 1956年（昭和31年）10月1日 - 電話通話および和文電報受付事務の取扱を開始[3]。
- 1983年（昭和58年）2月28日 - 五日市町（現・広島市佐伯区）の集配業務を同日設置された安芸五日市郵便局に移管。
- 1997年（平成9年）6月23日 - 外国通貨の両替および旅行小切手の売買に関する業務取扱を開始。
- 2003年（平成15年）9月29日 - 廿日市市桜尾二丁目から同市新宮一丁目に移転[4][5]。
- 2007年（平成19年）10月1日 - 民営化に伴い、併設された郵便事業廿日市支店に一部業務を移管。
- 2012年（平成24年）10月1日 - 日本郵便株式会社発足に伴い、郵便事業廿日市支店を廿日市郵便局に統合。

## 取扱内容
- 郵便、印紙、ゆうパック、内容証明
- 貯金、為替、振替、振込、国際送金、外貨両替・トラベラーズチェック、国債、投資信託
- 生命保険、バイク自賠責保険、自動車保険
- ゆうちょ銀行ATM
- 廿日市市内の一部地域（〒738-00xx、738-85xx、738-86xx、738-87xx）の集配業務
- ゆうゆう窓口

## 周辺
- 廿日市市役所
- 廿日市市総合健康福祉センター（あいプラザ）
- はつかいち文化ホール（さくらぴあ）

## アクセス
- 広島電鉄宮島線（2号線） 廿日市市役所前（平良）駅から徒歩約5分
- JR山陽本線 宮内串戸駅から徒歩約13分
- 広電バス・廿日市さくらバス あいプラザ停留所下車
- 広島岩国道路 廿日市ICから北東へ約1.5km
- 国道2号（宮島街道）新宮一丁目交差点を北へすぐ
- 駐車場あり：17台